# Santiago Fisas i Ayxelà
Santiago Fisas i Ayxelà (Barcelona, 29 d'agost de 1948) és un polític català de la Lliga Democràtica.

## Biografia
Després de llicenciar-se en Dret per la Universitat de Barcelona (1971) i diplomar-se al Programa d'Alta Direcció d'Empreses per l'IESE, entra a formar part, en 1975 del Consell General del Centre Català, on roman fins a 1978.
Després de les eleccions Generals de 1996 s'afilia al Partit Popular, sent nomenat primer Director General d'Esports (1996-1998) i més tard Secretari d'Estat per a l'Esport (1998-1999) per Esperanza Aguirre, llavors Ministra del ram.
A les eleccions municipals de 1999 encapçala les llistes del Partit Popular a l'Alcaldia de Barcelona, conservant el seient de regidor en el ple d'aquest Ajuntament fins a 2003.
Al novembre d'aquest any, Esperanza Aguirre el nomena Conseller de Cultura i Esports de la Comunitat de Madrid, càrrec que exerceix fins a 2009. A les eleccions al Parlament Europeu de 2009 pel Partit Popular. És vicepresident de la Delegació en la Comissió Parlamentària Mixta UE-Mèxic i membre de la Comissió de Cultura i Educació del Parlament Europeu, de la Delegació en la Comissió Parlamentària Cariforum-UE i de la Delegació en l'Assemblea Parlamentària Euro-Llatinoamericana.
A més, fou vicepresident de Sati Grupo Textil, l'empresa que va fundar el seu pare el 1961 a La Garriga. Entre 1996 i 2004, ha estat vocal de la Comissió Executiva i Junta de Govern del Consorci i del Patronat de la Fundació del Gran Teatre del Liceu i des de 1987 és patró de la Fundació del Museu d'Art Contemporani de Barcelona.
El 2019 abandona el Partit Popular juntament amb Josep Ramon Bosch per fundar un nou projecte polític catalanista, la Lliga Democràtica.